# Havana (pel·lícula)
Havana és una pel·lícula estatunidenca dirigida per Sydney Pollack, estrenada el 1991. El rodatge succeí a la República Dominicana, l'equip no va tenir autorització per rodar a Cuba.

## Argument
Jack Weil, jugador professional, és a Cuba el 1958. Haurà d'escollir entre l'amor d'una bonica revolucionària i la partida de pòquer tant de temps esperada.

## Repartiment
- Robert Redford: Jack Weil
- Lena Olin: Bobby Duran
- Alan Arkin: Joe Volpi
- Raúl Juliá: Arturo Duran
- Tomas Milian: Menocal
- Daniel Davis: Marion Chigwell
- Tony Plana: Julio Ramos
- Betsy Brantley: Diane
- Lise Cutter: Patty
- Mark Rydell: Meyer Lansky
- Vasek Simek: Willy
- Fred Asparagus: Baby Hernandez
- Richard Portnow: Mike MacClaney
- Dion Anderson: Roy Forbes